# Proletcult
Proletcultul a fost o mișcare politico-ideologică lansată în Rusia sovietică imediat după victoria loviturii de stat a partidului bolșevic în octombrie 1917, în domeniul lingvistic, cultural, literar și chiar științific. Ideea de bază a proletcultismului este cultul proletariatului.

## Etimologie
Proletcult este un cuvânt telescopat, specific limbii de lemn din Uniunea Sovietică, obținut din comprimarea celor doi termeni ai sintagmei proletarnaia kultura (în rusă пролетарская культура - cultura proletariatului). Această limbă de lemn i-a inspirat autorului George Orwell, novlimba din romanul său 1984, publicat în 1947. Principalul teoretician al Proletcultului a fost Aleksandr Bogdanov. În studiile de specialitate din România mișcarea a primit numele de proletcultism și a afectat în mod egal toate artele, critica și istoria literară, pictura, sculptura, muzica cultă, literatura.

## Proletcultism
Proletcultismul decurge din doctrina potrivit căreia a existat o „revoluție a proletariatului”, anume „revoluția” comunistă. În fapte, așa cum reiese din studiile istorice acumulate din 1991 încoace, revoluțiile populare, ca cea din februarie 1917 în Rusia, nu au produs comunism, liderii comuniști nu erau proletari ci intelectuali, iar comunismul, totdeauna instaurat prin lovituri de stat posterioare revoluțiilor, ca cea din octombrie 1917 în Rusia, s-a arătat la fel de coercitiv cu proletarii, precum și cu celelalte clase sociale. Dar, conform doctrinei care stă la baza proletcultului, „revoluția proletariatului” este urmată de:
1. anihilarea vechii culturi și elaborarea uneia noi, pusă în slujba muncitorimii și a țărănimii, în slujba ideologiei comuniste;
2. arta trebuie să oglindească numai realizările muncitorimii / țărănimii, modul de producție socialist, „luminosul chip al comunistului” („erou-etalon”), deoarece „experiența de viață proletară” și „experiența artistică proletară” sunt diametral opuse „experienței de viață a burgheziei” și „experinței artistice a burgheziei”, „din trecut” nepreluându-se decât „experiența tehnică”;
3. artiștii / artele trebuie să coboare „din turnul de fildeș” și să intre „neapărat” în uzine, în fabrici, pe șantiere, în colhozuri (în românește C.A.P.: „cooperative agricole de producție”);
4. oamenii de știință de asemenea trebuie să coboare „din turnul de fildeș” și să producă exclusiv cunoștințe cu intres practic pentru „viața proletară” sau de interes teoretic pentru „teoria comunismului științific”[1]

În domeniul artistic, proletcultismul a produs, între altele, realismul socialist, iar în domeniul științei a dus la derive grave cum a fost „genetica proletară lîsenkistă”. În domeniile literaturii, teatrului și cinematografului a produs creații de „agit-prop” (alt cuvânt telescopat, format din comprimarea termenilor sintagmei agitație-propagandă) sau de proslăvire a liderilor (fie personaje istorice reinterpretate, fie liderii comuniști) într-un stil care a fost judecat de umorul popular drept „d-ob-i-to-c” (acronimul lozincii Datoria obștească intelectuală, tovarăși : cultura !).

## Proletcultul în România
Istoria literaturii române a înregistrat o epocă literară a proletcultismului, sau epoca „decăderii regalității” și a „terorii republicane proletcultiste” din România „lagărului socialist”: 1945 – 1958 / 1960. Între adepții proletcultismului în România au fost Alexandru Jar, Anatol Baconsky și Nicolae Tăutu.
|
Cultul personalității liderilor comuniști a luat o mare amploare, înglobând funcția de „agit-prop“ și confundându-se cu ea.